# Patuca

Patuca é uma cidade hondurenha do departamento de Olancho.